# Michael Imperioli
James Michael Imperioli (Ringwood, 26 maart 1966) is een Amerikaans acteur. Hij won voor zijn rol als Christopher Moltisanti in The Sopranos in 2004 een Emmy Award, waarvoor hij ook in 2001, 2003, 2006 en 2007 werd genomineerd. Hij werd in 2003 en 2005 genomineerd voor een Golden Globe, eveneens voor The Sopranos.

## Biografie
Imperioli's vader was buschauffeur en acteur, maar niet op een professioneel niveau.
Eind jaren 80 was Imperioli figurant, onder meer als barman in Goodfellas (1990) van Martin Scorsese. Zijn personage wordt in die film doodgeschoten door dat van Joe Pesci, die een Oscar won voor z'n rol.
Ook in de jaren 90 bleef het bij enkele kleine rollen. Zo was hij onder meer te zien als een reporter in Malcolm X (1992), als Jojo in de film Bad Boys (1995) en als Bobby in The Basketball Diaries (1995). In 1994 verscheen Imperioli ook voor het eerst in een televisieserie. Hij speelde Duane Rollins in een aflevering van NYPD Blue (1993-2005).
Imperioli brak in 1999 door in de televisieserie The Sopranos, waarin hij Christopher Moltisanti speelt, het neefje van het hoofdpersonage Tony Soprano. De serie viel meermaals in de prijzen en viel ook bij het grote publiek in de smaak. Voor de meeste leden van de cast betekende de serie een (her)lancering van hun carrière. Imperioli was vervolgens te zien in zes afleveringen van de politieserie Law & Order.
In 2008 ging Imperioli aan de slag als Detective Ray Carling in de televisieserie Life on Mars (2008-2009), een remake van de gelijknamige Britse serie.
In 2009 kwam de film The Lovely Bones uit. In deze film van Peter Jackson gaat het personage van Imperioli op zoek naar een kinderverkrachter en -moordenaar. In 2013 speelde hij de rol van Chucky in de film Oldboy.
In 2022 bracht HBO max het tweede seizoen uit van de serie The White Lotus. Hierin speelt Imperioli een aan seks verslaafde vader op vakantie in Sicilië.
In 1995 trouwde Imperioli met Victoria Chlebowski. Ze hebben samen twee zonen.

## Trivia
- Imperioli is niet de enige acteur die zowel in Goodfellas (1990) als The Sopranos (1999-2007) heeft meegespeeld. Anderen die dit ook deden, zijn: Lorraine Bracco, Frank Vincent, Tony Sirico en Vincent Pastore.
- Hij is de zanger en gitarist van de rockgroep La Dolce Vita.
- Hij woont in TriBeCa.